# Ринат Камал
Ринат Альтафович Камалов (псевдоним -  Ринат Камал)   (род. 28 июня 1954 года)— башкирский писатель. Народный писатель Республики Башкортостан (2022). Лауреат Государственной премии имени Салавата Юлаева (2010). Член Союза писателей Республики Башкортостан. Заслуженный работник культуры Республики Башкортостан.

## Биография
Ринат Камал (Ринат Альтафович Камалов) родился 28 июня 1954 года в деревне Дуван-Мечетлино Мечетлинского района.
После школы работал в  колхозе, оттуда ушёл в армию.  Демобилизовавшись, Ринат Камалов поступил в медицинский институт. Не закончив институт, перевелся на филологический факультет Башкирского государственного университета (ныне Уфимский университет науки и технологий).
После окончания университета работал в школах Учалинского района,  Мечетлинского района,  заведующим отделом критики в издательстве «Китап».  В настоящее время работает  редактором отдела художественной литературы в издательстве «Китап».
Писать начал в 90-е годы XX века. Первая его книга  «Беда» была издана  в 1993 году.  За роман «Альфира» (2004) Ринату Камалу в 2010 году присуждена премия имени Салавата Юлаева.

## Произведения
- Ринат Камал «Беда: Повесть, рассказы, новеллы». Уфа; изд. Китап, 1993. 192с.
- Ринат Камал «Таня-Танхылу: Роман и повести», Уфа, изд. Китап, 1996 368с.
- Камал, Ринат. Враги любви : повести / Ринат Камал. — Уфа : Китап, 2001. — 352 с. — На башк. яз. — ISBN 5-295-02510-1
- Ринат Камал «Озон-тал: Романы». Уфа, изд. Китап, 2004. 520 с.
- Камал, Ринат. Каменный колодец : новелла, повесть, роман / Р. Камал. — Уфа : Гилем, 2007. — 275 с. — На башк. яз. — ISBN 978-5-7501-0794-0
- Камал, Ринат. Альфира : романы / Ринат Камал. — Уфа : Китап, 2008. — 504 с. — На башк. яз. — ISBN 978-5-295-04319-2
- Камал, Ринат. Долгий Лог / Р. Камал // Бельские просторы. — 2010. — Июль. — С. 63-105, N Август — С. 83-123
- Камал, Ринат. Дело мединститута [Текст] : роман / Ринат Камал. - Уфа : Уфимский полиграфкомбинат, 2015. - 179 с. - На башк. яз. - ISBN 978-5-903622-52-8

## Награды и звания
Заслуженный работник культуры Республики Башкортостан,
Государственная премия имени Салавата Юлаева (2010),
Литературная премия имени Рашита Ахтари (2002).